# Veine porte
Pour veine porte hypophysaire, voir Système porte hypothalamo-hypophysaire.
La veine porte ou tronc porte est une veine de gros calibre qui conduit le sang veineux (ici, pauvre en O2) provenant de la partie du tube digestif située sous le diaphragme, du pancréas et de la rate, vers le foie en le perfusant.
Elle est issue de la réunion veineuse entre le tronc spléno-mésaraïque (issu de la veine splénique et de la veine mésentérique inférieure), et la veine mésentérique supérieure. Ensuite elle se divise dans le foie en deux branches portales, droite et gauche, en direction du filtre du foie avant d'être rapporté dans la circulation générale.
Elle constitue la quasi-totalité du système porte hépatique et transporte la grande partie des nutriments absorbés par les intestins vers le foie.

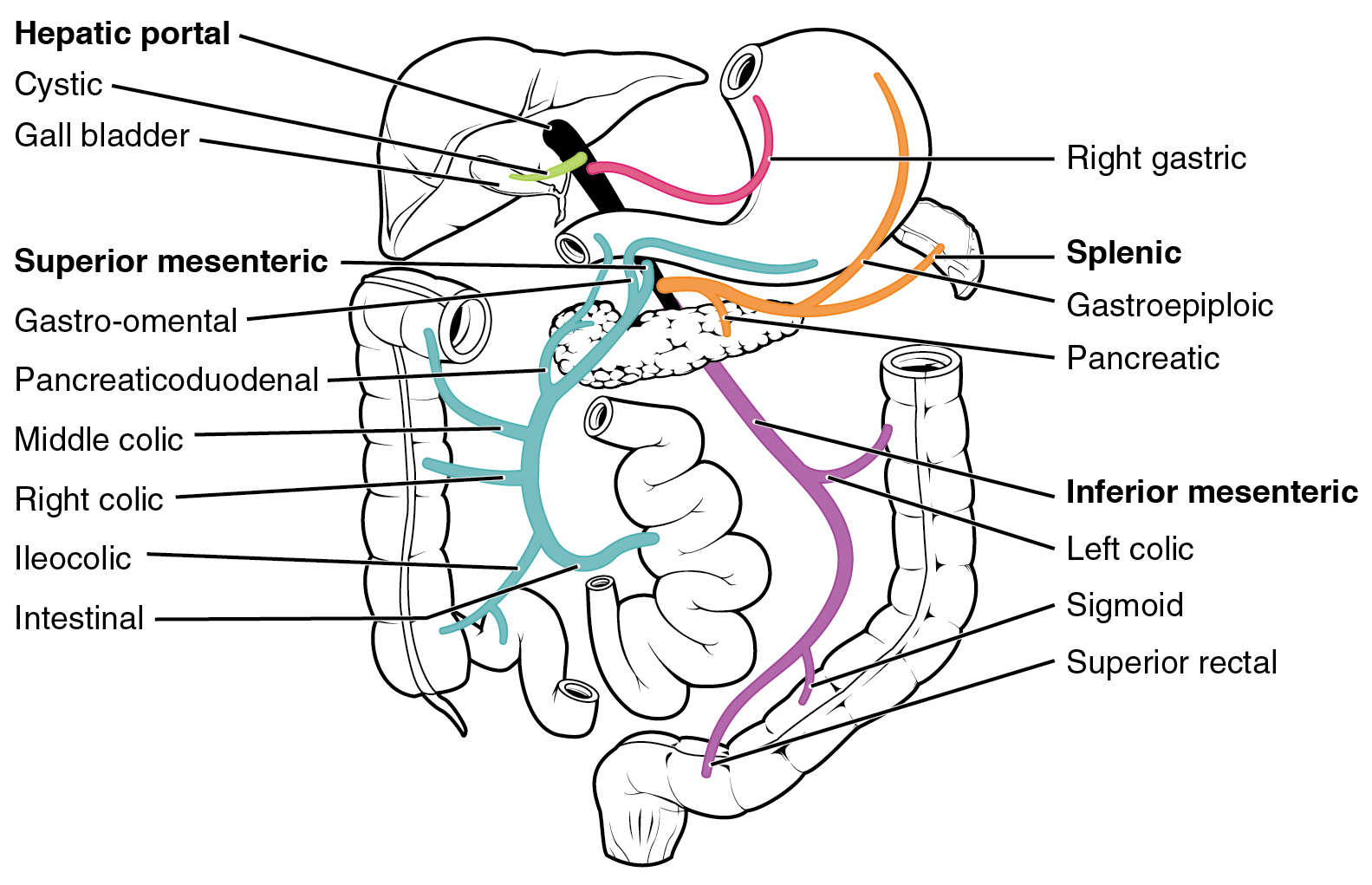
Schéma des branches afférentes de la veine porte, vue antérieure

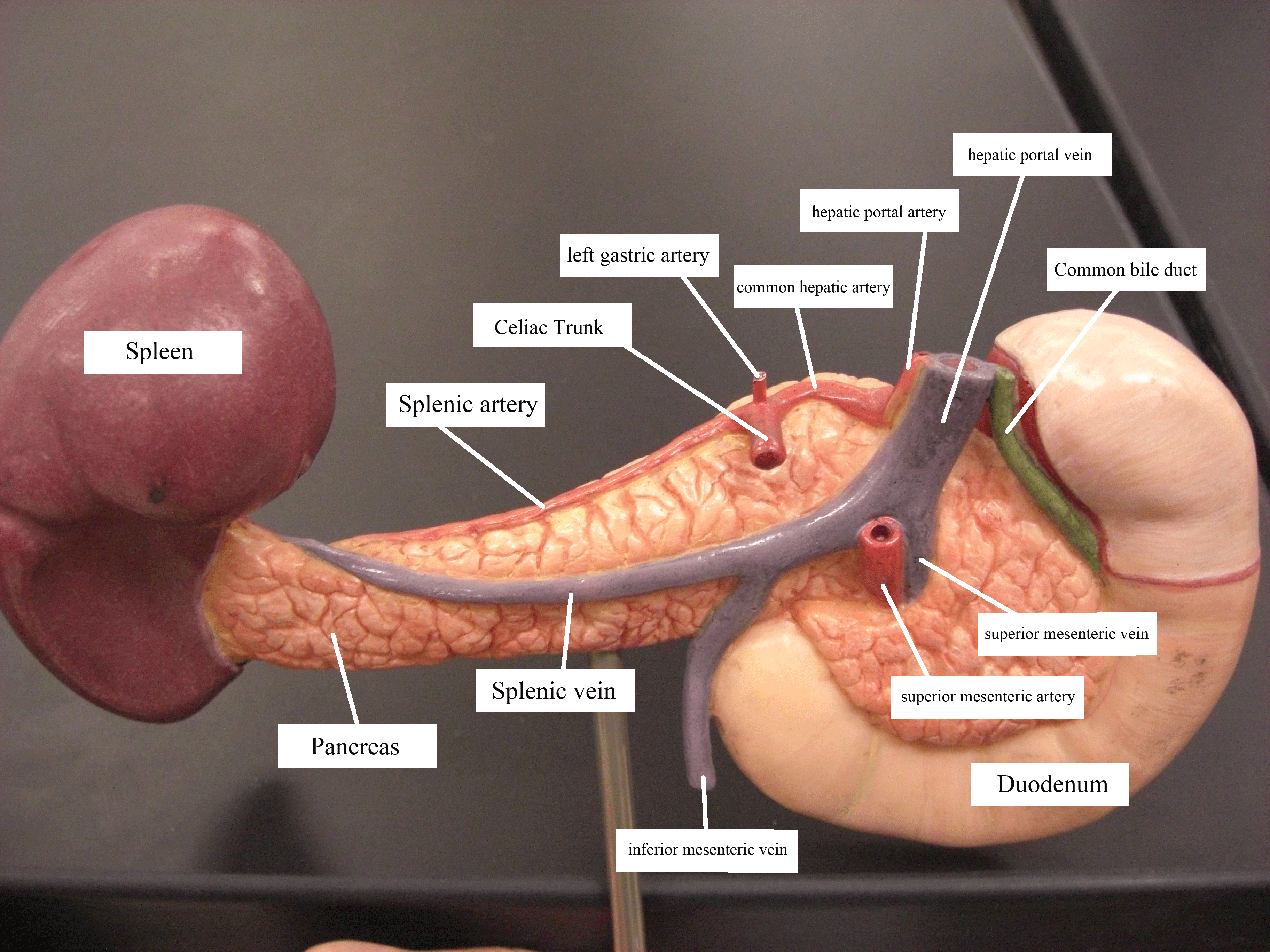
Vue postérieure du pancréas montrant l'origine de la veine porte

## Description
La veine porte est une veine située dans l'abdomen. Elle mesure 8 à 10 cm de longueur et 8 à 15 mm de diamètre.

### Trajet
La veine porte est formée de la réunion de la veine splénique et de la veine mésentérique inférieure formant à elle deux le tronc spléno-mésaraique en arrière du corps du pancréas. Ce tronc va rejoindre la veine mésentérique supérieure et former ainsi la veine porte à la hauteur de la deuxième vertèbre lombaire. Elle se dirige obliquement en haut à droite et légèrement en avant, contre le pancréas et le duodénum en avant puis au sein du petit omentum. Elle rejoint le foie au niveau de la porte hépatique (ou hile hépatique) en arrière de la terminaison de l'artère hépatique propre et de la naissance du conduit hépatique commun. Elle s'y divise en deux branches portales, droite et gauche.

### Rapports
Dans son segment rétropancréatico-duodénal, qui constitue son tiers inférieur, la veine porte est en rapport à gauche avec l'artère mésentérique supérieure puis l'artère hépatique commune, à droite avec le conduit cholédoque, et en arrière avec la veine cave inférieure via le fascia rétroduodénal.
Dans son segment omental qui constitue ses deux tiers supérieurs, la veine porte est en rapport avec le conduit hépatique commun en avant à droite, avec l'artère hépatique propre en avant à gauche, et avec la veine cave inférieure en arrière, de laquelle elle est séparée par le foramen omental.

### Branches collatérales
Les veines qui se jettent dans la veine porte sont :
- la veine gastrique gauche (anciennement veine coronaire stomachique) et droite (anciennement veine pylorique) ;
- la veine pancréatico-duodénale supéro-postérieure ;
- la veine du ligament rond du foie : vestige de la veine ombilicale gauche du ligament ombilical ;
- les veines para-ombilicales droite et gauche : inconstantes, elles longent le ligament rond du foie. La droite se jette dans la branche portale gauche, tandis que la gauche se termine dans la veine du ligament rond[1].

### Branches terminales
La veine porte se divise au niveau de la porte hépatique en deux branches portales gauche et droite qui pénètrent le parenchyme hépatique. La branche droite est plus courte et plus volumineuse que la branche gauche.
La branche portale droite reçoit les veines cystiques, donne la veine caudée droite et se divise en branches portales antérieure (anciennement veine paramédiane droite) et postérieure. Chacune de ces deux branches se divise en veines segmentaires portales antérieure et inférieure. Le rameau antérieur se distribue au secteur paramédian droit (V et VIII), tandis que le rameau postérieur vascularise le secteur latéral droit (VI et VII).
La branche portale gauche est divisée en deux segments successifs, appelés transverse et ombilical. La partie transverse donne la veine caudée gauche (segment I). La partie ombilicale (anciennement veine paramédiane gauche) donne deux veines segmentaires portales latérales (pour les segments II et III) et une veine segmentaire portale médiale (pour le segment IV), et se termine par un cul-de-sac (anciennement récessus veineux de Rex) qui reçoit la veine du ligament rond du foie.
La ramification de la veine porte se superpose pour l'essentiel avec celle de l'artère hépatique propre et des voies biliaires intrahépatiques. Le foie peut ainsi être divisé en plusieurs parties fonctionnelles ou segments. Chacun des huit segments définis, en dehors du premier (lobe caudé), correspond alors à une branche spécifique.

## Conséquences physiologiques
Le fait que le foie traite, dès le premier passage, le sang contenant les produits de la digestion permet une importante détoxication des substances dangereuses, ainsi qu'un traitement direct des nutriments (notamment un stockage de glucose, qui limite l'augmentation de la glycémie post-prandiale).

## Pathologie
Une malformation de la veine porte (Shunt porto-systémique congénital) peut  engendrer une encéphalopathie hépatique (augmentation de molécules toxiques sériques non filtrés par le foie).
La thrombose de la veine porte peut entraîner une hypertension portale.

## Conséquences en thérapeutique
De nombreux médicaments sont dégradés dans des proportions importantes par cet effet de premier passage hépatique.
Afin d'éviter cette dégradation, on administre certaines substances par une voie capable de rejoindre la circulation générale sans passer par le filtre du foie. Citons la voie sublinguale et la voie cutanée.

## Embryologie
Au cours de la vie fœtale, la branche portale gauche conduit le sang du placenta vers la veine cave inférieure sans l'intermédiaire d'un système porte. Sa partie ombilicale reçoit en effet la veine ombilicale gauche en provenance du placenta et donne le conduit veineux (anciennement canal veineux d'Arantius) pour la veine cave inférieure. Après la naissance, la veine ombilicale gauche involue pour former la veine du ligament rond du foie, tandis que le conduit veineux s'oblitère.